# Sekhmet

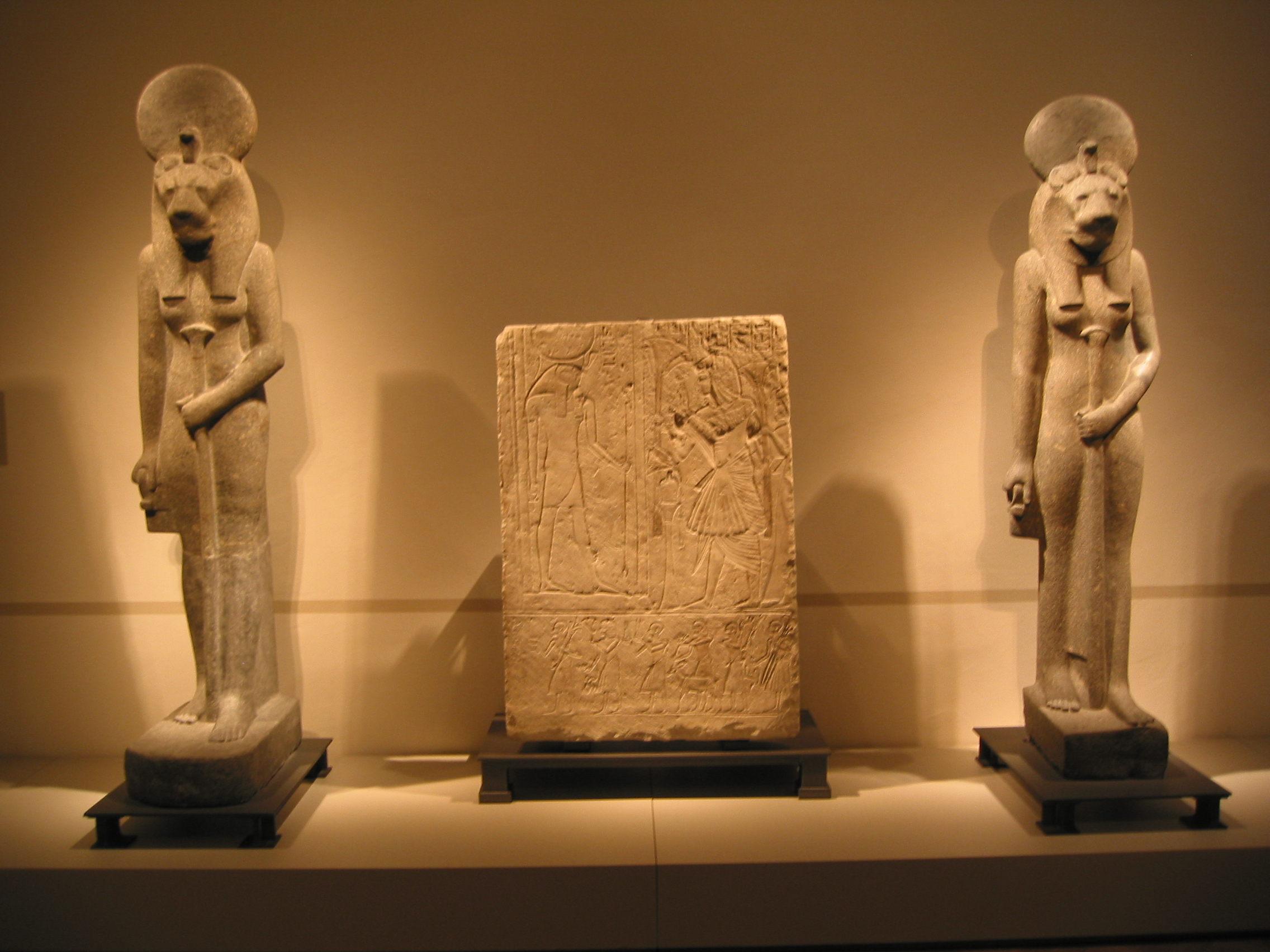
två statyer av Sekhmet

Sekhmet som betyder "den mäktiga", var en gudinna i egyptisk mytologi. Hon var hustru till Ptah, dotter till Ra, moder till Nefertum. 
Hon var den gudomliga bestraffningens gudinna, men tillbads även som krigsgudinna, solgudinna och medicinens gudinna. 
Sekhmet var, tillsammans med sin make och son, den centrala treenigheten i kulten i Memfis. Hon har en viktig roll i berättelsen om hur mänskligheten näst intill gick under efter att ha trotsat gudarna. Tillsammans med gudinnan Hathor, båda kallade Ras öga, bestraffade hon på sin faders uppdrag människorna. 
Sekhmet gestaltades som en kvinna med lejonhuvud som bar solskivan på sitt huvud.